# Турченко, Павел Алексеевич
Па́вел Алексее́вич Ту́рченко (15.05.1914, с. Солёное Яшалтинского района , Калмыкия - 13.04.1987, Пятигорск, Ставропольский край) — Герой Советского Союза, участник Великой Отечественной войны.

## Биография
Павел Алексеевич Турченко родился 15 мая 1914 года в селе   Солёное  Яшалтинского района ( Калмыкия ), окончил семилетнюю школу. Работал  до войны  в селе Воронцово-Александровском  Ставропольского края ( ныне г. Зеленокумск ), после чего поступил в пехотное училище.
В первые месяцы Великой Отечественной войны принимал участие в сражениях на Южном, Северо-Кавказском фронтах в составе Приморской Отдельной Армии, затем — в составе I Белорусского фронта. Войну закончил в пригороде Берлина, где был серьёзно ранен. После излечения демобилизовался и поселился в городе Пятигорске, где работал до пенсии.
Умер 13 апреля 1987 года в г.Пятигорске.

## Подвиг
В первой половине января 1945 года Павел Турченко принимал участие в сражениях на левом берегу Вислы в составе 691-го стрелкового Севастопольского полка. Батальон под командованием капитана Павла Турченко получил приказ прорвать позицию обороны противника. Батальон прорвал позицию противника и обратил его в бегство. Пытаясь восстановить потерянные позиции, противник направил в атаку большие силы пехоты, танков и самоходных орудий. Батальон под командованием Павла Турченко отразил все атаки противника и перешёл в ответную атаку, нанеся значительные потери немцам в живой силе и технике, после чего занял вторую позицию обороны противника.

## Награды
- Золотая Звезда — награждён 27 февраля 1945 года за прорыв укреплённой обороны противника, умелое руководство батальоном и личное мужество;
- Орден Ленина

## Источник
- Павел Алексеевич Турченко. Сайт «Герои страны».
- Агарков Б. Прорыв. / Звёзды над степью: Очерки о Героях Советского Союза. — Элиста: Калмыцкое книжное издательство, 1975. — С. 215—226.
- П. А. Турченко: фото/ Наши земляки — Герои Советского Союза, комплект из 21 фоторепродукций. — Элиста, 1975. — репродукция 19.
- Павел Алексеевич Турченко: биографические данные/ Наши земляки — Герои Советского Союза, комплект из 22 буклетов. — Элиста, 1985. — буклет 20.
- Турченко Павел Алексеевич (биографические данные) / Герои Советского Союза: краткий биографический словарь в 2-х т. Т. 2. / Министерство обороны СССР. — М.: Воениздат, 1988. — С. 612. — ISBN 5-203-00536-2